# Carlos Lavado
Carlos Lavado (Caracas, 25 mei 1956) is een Venezolaans voormalig motorcoureur.
Lavado werd in 1983 en 1986 in de 250cc-klasse van het wereldkampioenschap wegrace op Yamaha wereldkampioen. Bekend was Lavado vanwege zijn waaghalzige rijstijl, die hem onder zijn collega's niet altijd in dank werd afgenomen.

## Carrière

### 1978
Carlos Lavado debuteerde in het wereldkampioenschap wegrace tijdens zijn thuisrace, de 250cc-GP van Venezuela van 1978. Deze GP was slechts matig bezet vanwege de hoge reiskosten, de lage startgelden en de (in 1977 gebleken) slechte organisatie, waardoor veel privérijders thuis bleven. De fabrieksrijders waren er echter wel, maar Lavado trainde als tweede, reed een foutloze race en finishte ook als tweede. In het seizoen 1978 startte hij nog enkele malen in Europa, maar hij scoorde geen punten meer en eindigde in de WK-stand als zeventiende. 

### 1979
In het seizoen 1979 werd hij opgenomen in het team van de Venezolaanse Yamaha-importeur Venemotos. Hij scoorde zijn eerste overwinning in de 350cc-race van de GP van Venezuela, maar scoorde daarna opnieuw geen punten meer, mede omdat hij tijdens de GP van Oostenrijk een been brak. Hij eindigde in de 350cc-klasse als veertiende. 

### 1980
In het seizoen 1980 reed hij een volledig seizoen, zowel in de 250- als de 350cc-klasse. Vooral in de 250cc-klasse ging het goed. Hij reed regelmatig in de punten en won de TT van Assen, waar hij zich als regenrijder bewees. In de 250cc-GP van België lag hij op de derde plaats toen zijn motor het begaf. Hij werd als twaalfde geklasseerd. Hij sloot het seizoen af als zesde in de 250cc-stand en als dertiende in de 350cc-stand. 

### 1981
In het seizoen 1981 ging het in beide klassen goed. Hij scoorde podiumplaatsen en de 250- en 350cc-klasse. Voor aanvang van de GP van San Marino stond hij op de derde plaats in de 250cc-klasse en op de vierde plaats in de 350cc-klasse, maar tijdens de trainingen brak hij een been. Hij moest zijn seizoen beëindigen en sloot het af als vierde in de 250cc-klasse en als vijfde in de 350cc-klasse.

### 1982
Het seizoen 1982 begon goed met overwinningen in de 350cc-GP van Argentinië en de 250cc-GP van Spanje. Tijdens de trainingen van de TT van Assen kneusde hij al twee ribben, maar tijdens de 350cc-race kwam hij ten val en liep hij een hersenschudding op en bovendien kreeg hij nierproblemen, waardoor zijn seizoen opnieuw te vroeg eindigde. 

### 1983 (eerste wereldtitel)
Vanaf het seizoen 1983 richtte Lavado zich uitsluitend op de 250cc-klasse. Hij viel slechts een keer uit en won vier GP's. Nadat hij de Duitse GP door een goede bandenkeuze gewonnen had, nam hij de leiding in het WK. Die verloor hij weer na de GP van Oostenrijk aan Didier de Radiguès. Die viel echter in de GP van Joegoslavië, waardoor Lavado weer aan de leiding kwam. In de Britse GP werd Lavado slechts vierde, maar daarmee was hij zeker van de wereldtitel. Voor de GP van San Marino, waar de 250cc-klasse niet reed, kreeg Lavado een fabrieks-Yamaha YZR 500 aangeboden. Het zou een "cadeau" voor zijn wereldtitel zijn, maar er was een onderliggende reden: om wereldkampioen te worden moest Yamaha-rijder Kenny Roberts winnen, maar dat was niet genoeg. Er moest een coureur gevonden worden die Freddie Spencer van de tweede plaats af zou houden. Lavado, die nog nooit op een 500cc-machine gereden had, brak tijdens de trainingen echter een teen, waardoor het plan in duigen viel. Roberts won, Spencer werd tweede en wereldkampioen.

### 1984
Het seizoen 1984 verliep wisselvallig voor Carlos Lavado. Twee keer reed hij in de punten na een valpartij en hij won de TT van Assen, weer geholpen door zijn capaciteiten als regenrijder. Hij kwalificeerde zich bijna altijd goed en in de tweede helft van het seizoen boekte hij goede resultaten, waardoor hij zich terugvocht tot de derde plaats in het kampioenschap.

### 1985
In het seizoen 1985 was Lavado Yamaha's toprijder in de 250cc-klasse. Wereldkampioen Christian Sarron was naar de 500cc-klasse overgestapt. Lavado's fabrieks-Yamaha TZ 250 was echter niet opgewassen tegen de Honda RS 250 R-W van Freddie Spencer en de Honda RS 250 R van Toni Mang. Lavado won de GP van Spanje toen Spencer technische problemen kreeg, maar daarna won Spencer zes races op rij. Voor de Franse GP kreeg Lavado een nieuw motorblok met powervalves en ook een nieuw frame, maar daar was hij niet tevreden over. Tijdens de Britse Grand Prix kreeg hij als enige de nieuwe Yamaha YZR 250-V-twin, maar hij moest tijdens de race opgeven omdat hij tijdens de trainingen zijn handen geblesseerd had. Spencer was toen al wereldkampioen. In de laatste races kwam Spencer niet meer aan de start omdat hij zich concentreerde op de 500cc-klasse (waarin hij ook kampioen werd). Lavado won de GP van San Marino en eindigde als derde in het WK.

### 1986 (tweede wereldtitel)
In het seizoen 1986 kregen Lavado en Martin Wimmer fabrieks-Yamaha YZR 250's, maar vaak werden ze ondersteund door testrijder Tadahiko Taira. Al in de kwalificatie van de GP Spanje waren ze oppermachtig, maar toen de race gestart werd viel Lavado al in de eerste ronde. De race werd echter herstart en daardoor kreeg hij een tweede kans. Hij won de race. In de GP des Nations werd Lavado nipt verslagen door Toni Mang (Honda), maar daarna won hij twee GP's. Tijdens de Britse GP koos Lavado voor de derde plaats om de strijd om de kop te vermijden, maar toen Alan Carter viel werd hij alsnog tweede. Na winst in de GP van Zweden was hij al zeker van zijn tweede wereldtitel. In de GP van San Marino maakte hij een van zijn bekende fouten: in gewonnen positie vallen. 

### 1987
In het seizoen 1987 waren de Honda's erg sterk en bovendien waren de Yamaha YZR's moeilijke starters, waardoor de coureurs vaak een inhaalrace moesten rijden. Daar kwam nog bij dat Lavado het begin van het seizoen nodig had om te herstellen van een polsblessure en een sleutelbeenbreuk, opgelopen in de GP van Japan. Pas in de GP van Joegoslavië kon hij profiteren van nieuwe zuigers en cilinders en de betere stuurkwaliteiten van zijn Yamaha. Het werd zijn enige overwinning van het hele seizoen. Bij een val in de training van de GP van Tsjecho-Slowakije brak hij een sleutelbeen en een middenhandsbeentje. Lavado sloot het 250cc-seizoen af als tiende.

### 1988
Het seizoen 1988 verliep zo mogelijk nog teleurstellender. Pas in de vijfde race scoorde Lavado zijn eerste punten. Tijdens de GP van Portugal brak hij een been. Hoewel hij in de GP van Brazilië tweede werd, was het geen hoogtepunt. Hij had zich tijdens de race verremd, waardoor zijn merkgenoot Juan Garriga de berm in moest. Dit betekende het einde van diens titelkansen. In Brazilië scoorde Lavado de laatste podiumplaats van zijn carrière.

### 1989
In het seizoen 1989 verloor Lavado zijn plaats bij Venemoto aan Alex Barros. Een groot deel van het seizoen moest hij overslaan bij gebrek aan motorfiets. Pas vanaf de TT van Assen kreeg hij de beschikking over de Rudy Project-Aprilia van Fabio Barchitta, die zo ernstig geblesseerd was dat hij nooit meer kon racen. Met die machine haalde Lavado nog 31 punten, maar hij eindigde als zeventiende in de eindstand.

### 1990
In het seizoen 1990 reed hij voor het Team Greco op Aprilia. Zijn beste resultaat was de vierde plaats in de GP van België, maar daarna kwam hij niet meer aan de start. Hij eindigde het seizoen als vijftiende.

### 1991
In het seizoen 1991 gebruikte het Team Greco de Yamaha TZ 250. Lavado scoorde 34 punten en eindigde als veertiende in het kampioenschap. 

### 1992
In het seizoen 1992 reed Lavado samen met Jean-Philippe Ruggia voor het team van Gilera, dat feitelijk de Aprilia RSV 250 inzette. Alleen in dit seizoen was de puntentelling gewijzigd: alleen de eerste tien kregen punten. Lavado finishte zes keer tussen de tiende en de vijftiende plaats, wat dus geen punten opleverde. Met twee negende plaatsen werden het er slechts vier. Hij sloot het seizoen af als negentiende, Ruggia als zeventiende. 
Hierna besloot Lavado om zijn carrière te beëindigen. 

## Wereldkampioenschap wegrace resultaten
|         | 1e | 2e | 3e | 4e | 5e | 6e | 7e | 8e | 9e | 10e |
| Punten: | 15 | 12 | 10 | 8  | 6  | 5  | 4  | 3  | 2  | 1   |

|         | 1e | 2e | 3e | 4e | 5e | 6e | 7e | 8e | 9e | 10e | 11e | 12e | 13e | 14e | 15e |
| Punten: | 20 | 17 | 15 | 13 | 11 | 10 | 9  | 8  | 7  | 6   | 5   | 4   | 3   | 2   | 1   |

|         | 1e | 2e | 3e | 4e | 5e | 6e | 7e | 8e | 9e | 10e |
| Punten: | 20 | 15 | 12 | 10 | 8  | 6  | 4  | 3  | 2  | 1   |

(Races in vet zijn polepositions; races in cursief geven de snelste ronde aan, punten (tussen haakjes) zijn inclusief streepresultaten)
| Jaar | Klasse | Team         | Motorfiets           | 1       | 2       | 3       | 4       | 5       | 6       | 7       | 8       | 9       | 10      | 11      | 12      | 13      | 14      | 15      | Punten | Plaats | Winst |                                                    | Wereldkampioen |
| ---- | ------ | ------------ | -------------------- | ------- | ------- | ------- | ------- | ------- | ------- | ------- | ------- | ------- | ------- | ------- | ------- | ------- | ------- | ------- | ------ | ------ | ----- | -------------------------------------------------- | -------------- |
| 1978 | 250 cc | Privé        | Yamaha TZ 250        | VEN 2   | SPA DNF |         | FRA 19  | NAT DNQ | NED -   | BEL -   | ZWE -   | FIN -   | GBR -   | DUI -   | TSL -   | JOE -   |         |         | 12     | 17e    | 0     | Kork Ballington, Kawasaki KR 250                   |                |
| 1978 | 350 cc | Privé        | Yamaha TZ 350        | VEN -   |         | OOS -   | FRA -   | NAT -   | NED -   |         | ZWE -   | FIN -   | GBR DNF | DUI -   | TSL 19  | JOE -   |         |         | 0      | -      | 0     | Kork Ballington, Kawasaki KR 350                   |                |
| 1979 | 250 cc | Venemotos    | Yamaha TZ 250        | VEN DNF |         | DUI -   | NAT -   | SPA -   | JOE -   | NED -   | BEL DNS | ZWE -   | FIN 11  | GBR -   | TSL -   | FRA -   |         |         | 0      | -      | 0     | Kork Ballington, Kawasaki KR 250                   |                |
| 1979 | 350 cc | Venemotos    | Yamaha TZ 350        | VEN 1   | OOS DNF | DUI -   | NAT -   | SPA -   | JOE 16  | NED DNQ |         |         | FIN DNF | GBR -   | TSL -   | FRA -   |         |         | 15     | 14e    | 1     | Kork Ballington, Kawasaki KR 350                   |                |
| 1980 | 250 cc | Venemotos    | Yamaha TZ 250        | NAT DNF | SPA 9   | FRA 7   | JOE 4   | NED 1   | BEL 12  | FIN DNF | GBR DNF | TSL DNF | DUI DNF |         |         |         |         |         | 29     | 6e     | 0     | Toni Mang, Krauser-Kawasaki KR 250                 |                |
| 1980 | 350 cc | Venemotos    | Bimota-Yamaha TZ 350 | NAT DNF |         | FRA DNF |         | NED 5   |         |         | GBR 12  | TSL 9   | DUI DNF |         |         |         |         |         | 8      | 13e    | 0     | Jon Ekerold,Bimota-Yamaha TZ 350                   |                |
| 1981 | 250 cc | Venemotos    | Yamaha TZ 250        | ARG DNF |         | DUI 2   | NAT DNF | FRA 3   | SPA 3   |         | NED 2   | BEL 2   | SMR DNS | GBR DNS | FIN DNS | ZWE DNS | TSL DNS |         | 56     | 4e     | 0     | Toni Mang, Kawasaki KR 250                         |                |
| 1981 | 350 cc | Venemotos    | Yamaha TZ 350        | ARG 3   | OOS 5   | DUI DNF | NAT 8   |         |         | JOE 3   | NED 2   |         |         | GBR DNS |         |         | TSL DNS |         | 41     | 5e     | 0     | Toni Mang, Kawasaki KR 350                         |                |
| 1982 | 250 cc | Venemotos    | Yamaha TZ 250        |         |         | FRA DNS | SPA 1   | NAT DNF | NED DNS | BEL DNS | JOE DNF | GBR 8   | ZWE DNF | FIN 5   | TSL 1   | SMR DNF | DUI DNS |         | 39     | 5e     | 2     | Jean-Louis Tournadre, Yamaha TZ 250                |                |
| 1982 | 350 cc | Venemotos    | Yamaha TZ 350        | ARG 1   | OOS DNF | FRA DNS |         | NAT 2   | NED DNF |         |         | GBR 4   |         | FIN DNF | TSL 10  |         | DUI DNS |         | 36     | 5e     | 1     | Toni Mang, Kawasaki KR 350                         |                |
| 1983 | 250 cc | Venemotos    | Yamaha TZ 250        | ZAF 7   | FRA DNF | NAT 1   | DUI 1   | SPA 7   | OOS 7   | JOE 1   | NED 1   | BEL 3   | GBR 4   | ZWE 3   |         |         |         |         | 100    | 1e     | 4     | Carlos Lavado, Venemotos-Yamaha TZ 250             |                |
| 1984 | 250 cc | Venemotos    | Yamaha TZ 250        | ZAF 9   | NAT 15  | SPA 3   | OOS 5   | DUI 5   | FRA 2   | JOE DNF | NED 1   | BEL DNF | GBR 3   | ZWE 7   | SMR 2   |         |         |         | 77     | 3e     | 1     | Christian Sarron, Sonauto-Yamaha TZ 250            |                |
| 1985 | 250 cc | Venemotos    | Yamaha TZ 250        | ZAF 4   | SPA 1   | DUI DNF | NAT 2   | OOS 9   | JOE 2   | NED DNF | BEL 2   | FRA 5   |         |         |         |         |         |         | 94     | 3e     | 2     | Freddie Spencer, Rothmans-HRC-Honda RS 250 R-W     |                |
| 1985 | 250 cc | Venemotos    | Yamaha YZR 250       |         |         |         |         |         |         |         |         |         | GBR DNF | ZWE 2   | SMR 1   |         |         |         | 94     | 3e     | 2     | Freddie Spencer, Rothmans-HRC-Honda RS 250 R-W     |                |
| 1986 | 250 cc | HB-Venemotos | Yamaha YZR 250       | SPA 1   | NAT 2   | DUI 1   | OOS 1   | JOE DNF | NED 1   | BEL DNF | FRA 1   | GBR 2   | ZWE 1   | SMR DNF |         |         |         |         | 114    | 1e     | 6     | Carlos Lavado, HB-Venemotos-Yamaha YZR 250         |                |
| 1987 | 250 cc | HB-Venemotos | Yamaha YZR 250       | JAP DNS | SPA 10  | DUI 6   | NAT 6   | OOS 8   | JOE 1   | NED 10  | FRA DNF | GBR DNF | ZWE 4   | TSL DNS | SMR DNS | POR DNF | BRA 5   | ARG 9   | 46     | 10e    | 1     | Toni Mang, Rothmans-HRC-Honda NSR 250              |                |
| 1988 | 250 cc | HB-Venemotos | Yamaha YZR 250       | JAP 13  | VST 27  | SPA DNF | POR DNS | NAT 7   | DUI DNF | OOS DNF | NED DNF | BEL 5   | JOE DNS | FRA DNS | GBR 8   | ZWE DNF | TSL 9   | BRA 2   | 55     | 11e    | 0     | Sito Pons, Campsa-HRC-Honda NSR 250                |                |
| 1989 | 250 cc | Privé        | Honda RS 250         | JAP DNQ |         |         |         |         |         |         |         |         |         |         |         |         |         |         | 31     | 17e    | 0     | Sito Pons, Campsa-JJ Cobas-HRC-Honda NSR 250       |                |
| 1989 | 250 cc | Privé        | Aprilia AF1          |         | AUS DNF | VST DNS | SPA DNS | NAT DNS | DUI DNS | OOS DNS | JOE DNS |         |         |         |         |         |         |         | 31     | 17e    | 0     | Sito Pons, Campsa-JJ Cobas-HRC-Honda NSR 250       |                |
| 1989 | 250 cc | Rudy Project | Aprilia AF1          |         |         |         |         |         |         |         |         | NED 10  | BEL 15  | FRA 18  | GBR 8   | ZWE DNF | TSL 9   | BRA 7   | 31     | 17e    | 0     | Sito Pons, Campsa-JJ Cobas-HRC-Honda NSR 250       |                |
| 1990 | 250 cc | Team Greco   | Aprilia AF1          | JAP DNF | VST 15  | SPA DNF | NAT 11  | DUI 12  | OOS DNF | JOE 9   | NED 9   | BEL 4   | FRA DNF | GBR DNS | ZWE DNS | TSL DNS | HON DNS | AUS DNS | 37     | 15e    | 0     | John Kocinski, Marlboro-Roberts-Yamaha YZR 250     |                |
| 1991 | 250 cc | Team Greco   | Yamaha TZ 250        | JAP 25  | AUS 10  | VST 12  | SPA 12  | ITA 14  | DUI 15  | OOS DNS | EUR DNS | NED 9   | FRA 16  | GBR 17  | SMR 7   | TSL DNQ | LM DNS  | MAL DNS | 34     | 14e    | 0     | Luca Cadalora, Rothmans-Kanemoto-HRC-Honda NSR 250 |                |
| 1992 | 250 cc | Gilera       | Aprilia RSV 250      | JAP DNF | AUS 14  | MAL DNF | SPA DNF | ITA 12  | EUR DNF | DUI 13  | NED 9   | HON 9   | FRA 20  | GBR 13  | BRA 14  | ZAF 15  |         |         | 4      | 19e    | 0     | Luca Cadalora, Rothmans-Kanemoto-HRC-Honda NSR 250 |                |